# Cressy (Seine-Maritime)
Pour les articles homonymes, voir Cressy.
Cressy est une ancienne commune française située dans le département de la Seine-Maritime, en Normandie.
Elle a fusionné avec Auffay et Sévis pour former, le 1er janvier 2019, la commune nouvelle du Val-de-Scie, dont elle est désormais le chef-lieu et une commune déléguée.

## Géographie

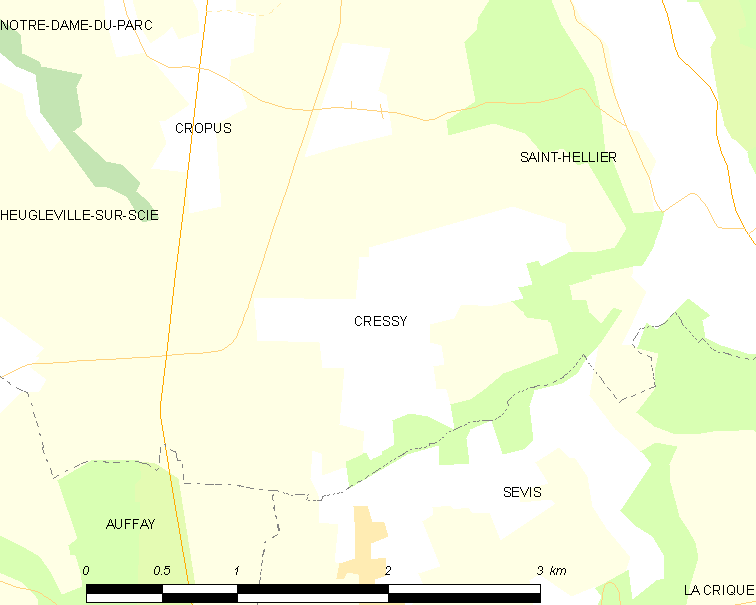
Carte de la commune.

### Localisation
Cressy est située sur le dernier versant oriental du pays de Caux. Le village est situé à 30 km de Dieppe, 45 km de Rouen, 7 km de Bellencombre et 5 km d'Auffay.
Son altitude varie entre 80 et 150 mètres.

### Hameaux et écarts
Cressy se compose du centre village en lui-même et de deux hameaux : le Mont Roty (qui signifie Mont Rouge dans le sens de l'aridité du lieu) et du Bout de Cressy qui touche la commune de Cressy, situé sur la voie romaine appelée le chemin des Fées.

## Toponymie
Le nom de la localité est attesté sous la forme latine Crisciacum en 672 et entre 735 et 743.
Il s'agit d'une formation toponymique gauloise en (i)acon, suffixe celtique locatif indiquant également un domaine, une propriété. Il a régulièrement donné la terminaison toponymique -(e)y / -(a)y dans le nord de la France. Le premier élément Cress- représente un anthroponyme, à savoir le nom de personne gaulois Crixsius, Criscius (comprendre Crixsos). Il signifie initialement « frisé, crêpu » et est équivalent du latin crispus qui a donné crêpu en français,. Le celtique *crixsos est l'origine également en celtique insulaire du gallois crych et du breton crech « frisé, crêpu ».
Homonymie avec les Cressé, Crissé, Crécey, Crissey, etc.

## Histoire
Fusion de communes
Les communes d'Auffay, Cressy, Sévis et Cropus  ont envisagé en 2017 de fusionner, afin de réaliser des économies d'échelle, de limiter la baisse des dotations d’État, et d'éviter une union imposée avec des partenaires non choisis. Après l'abandon de cette démarche par Cropus, la fusion est entérinée par les conseils municipaux rassemblés des 3 communes, malgré l'opposition de certains habitants qui demandent l'organisation d'un référendum.
La commune nouvelle du Val-de-Scie est ainsi  créée au 1er janvier 2019, et Auffay, Cressy, Sévis deviennent ses communes déléguées, malgré l'opposition d'un collectif d'habitants qui conteste en justice la fusion.

## Politique et administration

### Rattachements administratifs et électoraux
Cressy se trouve dans l'arrondissement de Dieppe du département de la Seine-Maritime. Pour l'élection des députés, elle fait partie depuis 2012 de la dixième circonscription de la Seine-Maritime.
Elle faisait partie depuis 1801 du canton de Bellencombre. Dans le cadre du redécoupage cantonal de 2014 en France, la commune est rattachée au canton de Luneray jusqu'à la fusion de 2019..

### Intercommunalité
Créssy faisait partie de la communauté de communes du Bosc d'Eawy, créée en 2002.
Dans le cadre de l'approfondissement de la coopération intercommunale prévu par la Loi portant nouvelle organisation territoriale de la République (Loi NOTRe) du 7 août 2015, cette intercommunalité a été supprimée et ses communes réparties entre plusieurs structures. Créssy a ainsi été rattachée à la communauté de communes Terroir de Caux, dont elle a été membre jusqu'à la fusion de 2019.

### Liste des maires
| Période                                  | Période        | Identité         | Étiquette | Qualité                                                                                             |
| ---------------------------------------- | -------------- | ---------------- | --------- | --------------------------------------------------------------------------------------------------- |
| Les données manquantes sont à compléter. |                |                  |           | |
| 1875                                     | 1881           | Alphonse Hue     |           | |
| 1881                                     | 1883           | Joseph Allain    |           | |
| 1883                                     | 1897           | François Feray   |           | |
| 1897                                     | 1905           | Albéric Gamard   |           | |
| 1905                                     |                | Émile Allain     |           | |
| 1926                                     | 1936           | Gaston Dragée    |           | |
| 1936                                     | 1940           | Maurice Dumesnil |           | |
| 1940                                     | 1945           | Gaston Dragée    |           | Maire intérimaire                                                                                   |
| 1945                                     | 1974           | Maurice Dumesnil |           | |
| 1974                                     | 1977           | Marc Hemeryck    |           | |
| mars 1977                                | mars 1989      | Roger Dilard     |           | |
| mars 1989                                | septembre 2013 | Guy Peignon      |           | Chef de travaux puis retraité Vice-président de la CC du Bosc d'Eawy ( ? → 2014) Décédé en fonction |
| novembre 2013                            | décembre 2018  | Marc Petit       |           | Cadre commercial                                                                                    |

### Liste des maires délégués
| Période      | Période                     | Identité   | Étiquette | Qualité                                         |
| ------------ | --------------------------- | ---------- | --------- | ----------------------------------------------- |
| janvier 2019 | En cours (au 1er juin 2020) | Marc Petit |           | Cadre commercial Réélu pour le mandat 2020-2026 |

### Distinctions et labels
En 2010, Cressy a été récompensée par le label « Ville Internet @ ».

## Population et société

### Démographie
L'évolution du nombre d'habitants est connue à travers les recensements de la population effectués dans la commune depuis 1793. Pour les communes de moins de 10 000 habitants, une enquête de recensement portant sur toute la population est réalisée tous les cinq ans, les populations de référence des années intermédiaires étant quant à elles estimées par interpolation ou extrapolation. Pour la commune, le premier recensement exhaustif entrant dans le cadre du nouveau dispositif a été réalisé en 2004.

En 2016, la commune comptait 281 habitants, en stagnation par rapport à 2010 (Seine-Maritime : +0,35 %, France hors Mayotte : +2,11 %).
| 1793 | 1800 | 1806 | 1821 | 1831 | 1836 | 1841 | 1846 | 1851 |
| ---- | ---- | ---- | ---- | ---- | ---- | ---- | ---- | ---- |
| 370  | 316  | 342  | 393  | 354  | 387  | 402  | 406  | 408  |

| 1856 | 1861 | 1866 | 1872 | 1876 | 1881 | 1886 | 1891 | 1896 |
| ---- | ---- | ---- | ---- | ---- | ---- | ---- | ---- | ---- |
| 330  | 337  | 322  | 281  | 304  | 315  | 331  | 328  | 267  |

| 1901 | 1906 | 1911 | 1921 | 1926 | 1931 | 1936 | 1946 | 1954 |
| ---- | ---- | ---- | ---- | ---- | ---- | ---- | ---- | ---- |
| 240  | 233  | 198  | 170  | 191  | 222  | 226  | 262  | 253  |

| 1962 | 1968 | 1975 | 1982 | 1990 | 1999 | 2004 | 2006 | 2009 |
| ---- | ---- | ---- | ---- | ---- | ---- | ---- | ---- | ---- |
| 269  | 241  | 205  | 183  | 211  | 222  | 222  | 223  | 263  |

| 2014 | 2016 | - | - | - | - | - | - | - |
| ---- | ---- | - | - | - | - | - | - | - |
| 279  | 281  | - | - | - | - | - | - | - |

### Enseignement
Les enfants du village sont scolarisés au sein du regroupement pédagogique intercommunal du SIVOS de Beaumont-le-Hareng, Cressy, La Crique et Sévis, qui, en 2019, accueille 120 enfants.

## Culture locale et patrimoine

### Lieux et monuments
Les principaux monuments de Cressy sont 
- la mairie installée depuis 1995 dans l'ancien presbytère (XVIIIe – XIXe siècles) abritant des boiseries, et entouré d'un parc aménagé dernièrement et agrémenté d'un terrain omnisports à accès libre. Le bâtiment de la mairie est à l'endroit où se trouvait jusqu'à la première moitié du XVIIIe siècle un antique prieuré qui fut très important et qui dépendait du prieuré de Saint-Lô de Rouen.

- L'église Notre-Dame-de-la-Nativité (XIIe – XIXe siècles) garde de l'église primitive la base du clocher où l'on peut voir une grossière ogive et une fenêtre romane. L'intérieur de la nef et du chœur viennent d'être rénovés. L'église conserve une statue en bois de saint Blaise du XVe siècle, des vitraux notamment dans le chœur et un autel majeur du XVIIe siècle classé monument historique depuis 1977 et où l'on peut voir une toile de l'Assomption de la même époque de forme octogonale.

- La croix du cimetière dont la base très ancienne a au moins 1 300 ans.

### Personnalités liées à la commune
- Hugues de Cressy, un des premiers seigneurs de Cressy (XIIe siècle). C'est sous sa seigneurie qu'est construite l'église primitive de Cressy dont la base du clocher subsiste toujours. Cet homme était puissant et la famille de Cressy s'exila par la suite en Angleterre lorsque la Normandie devint française en 1204[réf. nécessaire].
- Jean Hurpin, inhumé à Cressy en 1967, d'où est originaire sa famille : Il a écrit plusieurs ouvrages sur les abeilles, les ruches, les produits apicoles, etc. Ses ouvrages aujourd'hui rares sont très recherchés et restent la référence des apiculteurs actuels. Il est le cofondateur de « L'Abeille de France ». Il fonde aussi le syndicat apicole de Haute-Normandie, aujourd'hui le syndicat national apicole[réf. nécessaire].
- L'abbé Lourier, dernier curé de Cressy à vivre dans le presbytère. D'origine hollandaise, il arrive en France lors de la Seconde Guerre mondiale, et recevra même plus tard notamment la Croix du combattant, du résistant, etc. L'abbé Lourier qui restera plus de cinquante ans comme curé de Cressy, décède en 1992. Il laisse comme souvenir à l'église Notre-Dame de Cressy le chemin de croix qu'il a peint lui-même[réf. nécessaire].
- Charles Dieutre (1811-1896), avoué et maire de Rouen, né à Créssy.

### Héraldique
| Armes de Cressy | Les armes de la commune de Cressy se blasonnent ainsi : d'argent à la traverse [cotice en barre] de sinople, au lion à la queue fourchue de sable, armé et lampassé de gueules, brochant sur le tout ; au chef ondé de gueules chargé à dextre d'une croisette latine d'or et à senestre d'un léopard du même. Création Jean-Jacques Lartigue. Adopté le 10 décembre 2004. Le léopard d'or sur champ de gueules rappelle les armes de la Normandie. |